# Holcocephala stylata
Holcocephala stylata är en tvåvingeart som beskrevs av Pritchard 1938. Holcocephala stylata ingår i släktet Holcocephala och familjen rovflugor. Inga underarter finns listade i Catalogue of Life.